# بنینگتون، آیداهو
بنینگتون (به انگلیسی: Bennington) یک منطقهٔ مسکونی در ایالات متحده آمریکا است که در شهرستان آبشار لیک، آیداهو واقع شده‌است. بنینگتون ۱۹۰ نفر جمعیت دارد.